# Ibrahim al-Rubaysh
Ibrahim Sulayman Muhammed al-Rubaysh (Arabisch: إبراهيم سليمان محمد الربيش) (Buraidah, 7 juli 1979 - Gouvernement Hadramaut, 12 april 2015) was een Saoedi-Arabisch terrorist en spiritueel leider van Al Qaida in Jemen (AQAS)
In 2001 had hij een militaire opleiding gekregen in de trainingskampen van Osama Bin Laden in Afghanistan, maar kort na de Amerikaanse inval in Afghanistan werd hij opgepakt in Pakistan en weggebracht naar Guantanamo. Daar bleef hij vijf jaar in hechtenis tot hij in 2006 werd vrijgelaten en een deradicaliseringsprogramma moest volgen. Daar verdween hij al snel weer spoedig en sloot zich aan bij Al Qaida in Jemen.
In Jemen fungeerde hij als moefti voor Al Qaida en sprak zich ook openlijk uit voor aanslagen tegen het Arabische koningshuis. Al-Rubaysh werd een van de meest gezochte terroristen: op zijn hoofd stond een prijs van vijf miljoen dollar. Op 12 april 2015 werd hij gedood bij een aanval van een drone door de Amerikanen.

## Links
- artikel uit de standaard over zijn dood
- website met biografische gegevens